# Soliton

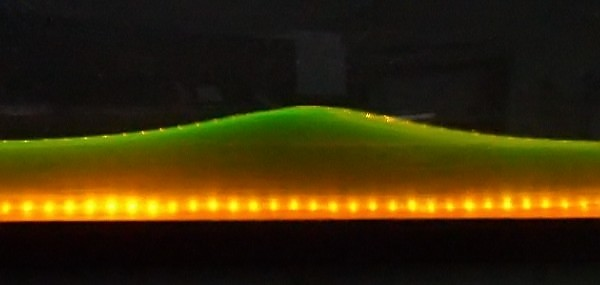
Soliton aan het vrije wateroppervlak in een laboratoriumgoot

Een soliton is een bijzonder golfverschijnsel. Het is een eenlinggolf, die over lange afstand zijn vorm behoudt. Dit verschijnsel kan optreden bij golven in vloeistoffen, maar ook in optica, magnetisme en bij andere fysische systemen – zoals de Josephson-junctie. In al deze gevallen gaat het om niet-lineaire systemen. Waar in lineaire systemen een lokaal golfpakket al snel door dispersie uiteen zal vallen, wordt bij een soliton het effect van dispersie exact tenietgedaan door de effecten van niet-lineariteit.

## Eigenschappen soliton
De belangrijkste eigenschappen van een soliton zijn:
1. Een soliton plant zich met constante snelheid voort zonder van vorm te veranderen.
2. Een soliton is een lokaal verschijnsel.
3. Een soliton komt onveranderd tevoorschijn uit de wisselwerking met een ander soliton, waarbij er mogelijk wel een fasedraaiing ("verplaatsing") optreedt.

In lineaire systemen is de voortplantingssnelheid van een golf afhankelijk van de golflengte. Een periodieke golf met één golflengte kan zich dus ook voortplanten in lineare media zonder van vorm te veranderen, maar deze golven zijn dan uitgestrekt tot het oneindige, en niet lokaal zoals een soliton. Een lokale golf kan gezien worden als een golfpakketje – een optelling van golven met verschillende frequenties. In een lineair en dispersief medium zullen deze golven dan echter een verschillende snelheid hebben. De lokale golf zal dan dus uit elkaar worden getrokken en zijn vorm blijft daardoor niet behouden.

## Signaaloverdracht van een zenuwcel
Onlangs hebben onderzoekers aan de Universiteit van Kopenhagen een nieuwe theorie voor de signaaloverdracht van een zenuwcel bedacht, die veel problemen bij de "oude" theorie verklaart. Met de "oude" theorie kan namelijk de werking van bijvoorbeeld narcose-middelen niet verklaard worden. De nieuwe theorie gaat niet uit van een elektrisch signaal als overdrachtsmiddel, maar gaat uit van solitonen. Solitonen vormen zich alleen maar onder de juiste vloeibaarheid van de celmembraan. Narcose-middelen zorgen ervoor dat het smeltpunt van de lipiden in de celmembraan lager komt te liggen - onder de lichaamstemperatuur - waardoor er geen solitonen meer gevormd kunnen worden, wat resulteert in het niet voelen van pijn.